# Vavuniya South Division
Vavuniya South Division är en division i Sri Lanka.   Den ligger i distriktet Vavuniya District och provinsen Nordprovinsen, i den norra delen av landet, 220 km norr om huvudstaden Colombo. Antalet invånare är 13 070.